# Macroscaphites
La macroscafite (gen. Macroscaphites) è un mollusco cefalopode estinto appartenente alle ammoniti, caratteristico del Cretaceo inferiore (Barremiano – Aptiano, 118-110 milioni di anni fa). I suoi fossili sono stati ritrovati in gran parte dell'Europa e in Africa del Nord.

## Descrizione
La conchiglia di questa ammonite era di forma svolta, come quella di varie ammoniti del Cretaceo. La macroscafite, in particolare, aveva l'aspetto di un bastone pastorale: i primi giri della conchiglia erano avvolti strettamente a spirale, ma successivamente la struttura diveniva dritta e, in alcuni casi, si incurvava leggermente all'infuori; l'ultima parte della conchiglia, infine, assumeva un aspetto a U. L'apertura era rivolta verso la parte iniziale della conchiglia.
Tutta la conchiglia era ornata da coste semplici ma decisamente fitte nei giri a spirale; nella parte svolta, invece, queste coste erano più distanziate. La sutura, come in tutte le ammoniti appartenenti allo stesso sottordine (Lytoceratina), era notevolmente complessa. Le dimensioni della conchiglia si aggiravano intorno ai 20-30 centimetri di lunghezza, con un diametro della parte avvolta di 5-10 centimetri.

## Classificazione

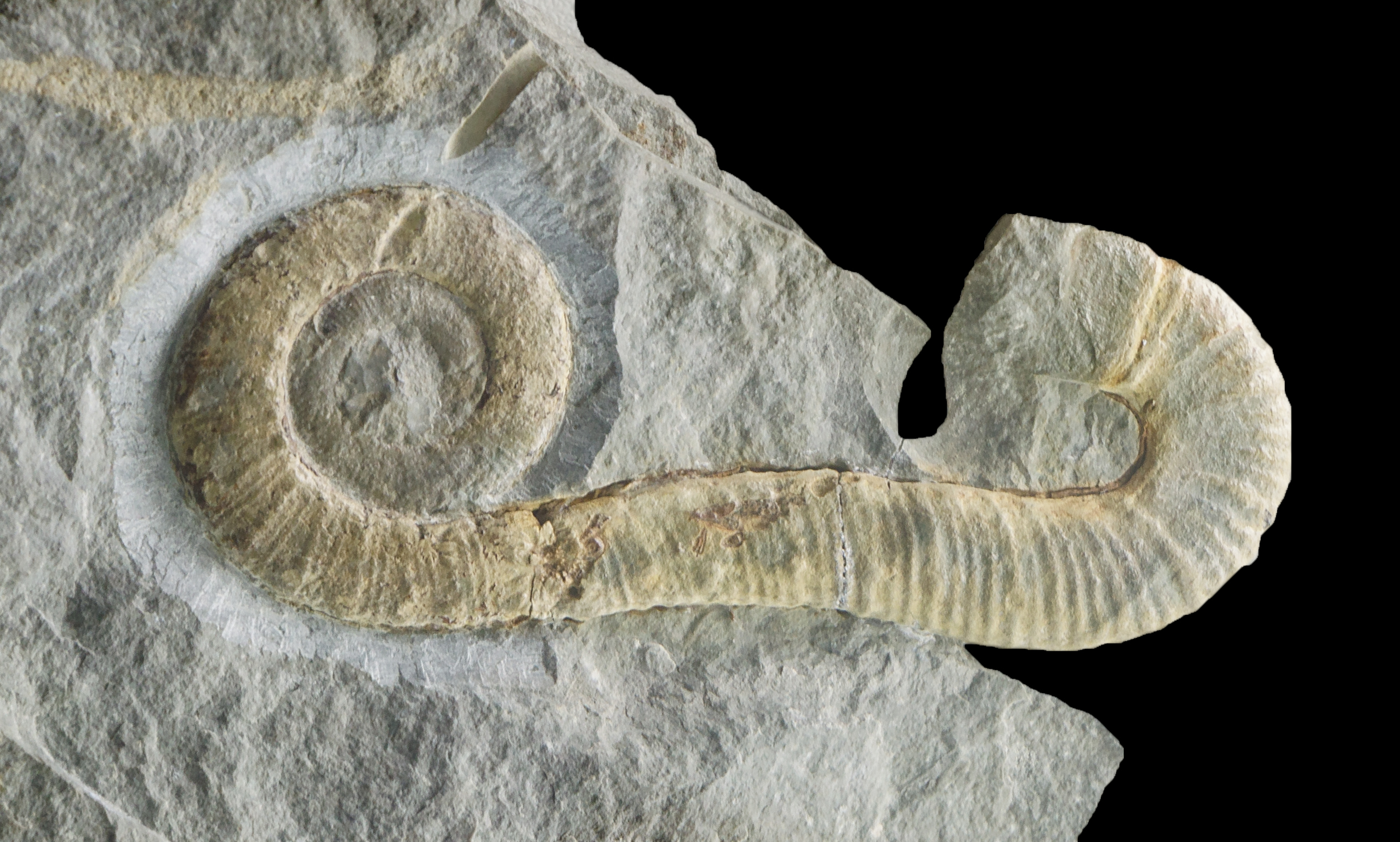
Macroscaphites tirolensis

Tipica del Cretaceo inferiore, la macroscafite era una delle varietà di ammoniti svolte apparse durante il Cretaceo, ma non era strettamente imparentata ad altre forme superficialmente simili (Ancyloceras). La struttura della conchiglia la denota invece come una rappresentante delle litoceratine (Lytoceratina), il cui rappresentante più noto era Lytoceras del Giurassico. In particolare, nella regione a spirale avvolta la conchiglia della macroscafite era praticamente indistinguibile a quella del genere Costidiscus (che però non presenta forme svolte). Una delle specie più note è Macroscaphites yvani.

## Stile di vita
In base a studi condotti sulla forma della conchiglia (che tengono conto anche del peso specifico dell'animale in vita, del centro di gravità e della posizione del centro di galleggiamento) i paleontologi hanno dedotto che questo animale vivesse con l'apertura diretta verso la superficie dell'acqua: la parte avvolta era in alto e la parte svolta era posizionata in direzione del fondale. Non tutti i paleontologi, comunque, sono d'accordo con questa visione: qualcuno infatti ritiene che la macroscafite avesse l'apertura diretta verso l'alto e che vivesse nei pressi del fondale.